# Samten G. Karmay

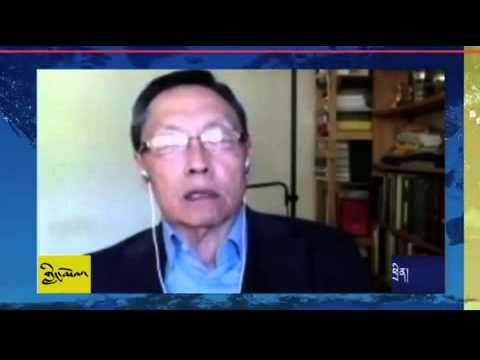
Samten Karmay (2015)

Samten G. Karmay (* 1936 in Amdo) ist ein tibetischer Autor, Tibetologe und emeritierter Director of Research des Centre national de la recherche scientifique (CNRS). Sein besonderes Interesse gilt tibetischen Mythen, dem Bön und der Religionsgeschichte.

## Leben
Samten G. Karmay verbrachte die Zeit zwischen seinem achten und seinem vierzehnten Lebensjahr in einem Bön-Kloster in Amdo. Danach machte er ein dreijähriges Dzogchen-Retreat. Im Alter von zwanzig Jahren erlangte er einen Geshe-Grad und um seine Studien fortzusetzen begab er sich in das Kloster Drepung. Im Jahre 1959 flüchteten er und seine Familie von Tibet nach Indien, wo er eine Zeitlang in Delhi arbeitete, bevor er im Zuge eines Rockefeller-Stipendiums von David Snellgrove nach England eingeladen wurde. Von 1961 bis 1964 besuchte Samten G. Karmay die School of Oriental and African Studies in London und erlangte den akademischen Grad eines Master of Philosophy. Mit seiner Arbeit zur Geschichte der Bön-Religion sowie den Ursprüngen und der Entwicklung des Dzogchen im tibetischen Buddhismus erlangte er einen Doktorgrad. 1980 zog Samten G. Karmay nach Frankreich und wurde Mitglied des CNRS. Von 1996 bis 2000 war er Präsident der International Association of Tibetan Studies (IATS), 2005 war er Numata-Gastprofessor am International Institute for Asian Studies (IIAS).

## Werke
- als Herausgeber mit Jeff Watt: Bon, the Magic Word. The Indigenous Religion of Tibet. RMA, Rubin Museum of Art u. a., New York NY u. a. 2007, ISBN 978-0-85667-649-9.
- als Herausgeber: New Horizons in Bon Studies (= Senri Ethnological Reports 15, ISSN 1340-6787 = Bon Studies 2). National Museum of Ethnology, Osaka 2000.
- The arrow and the spindle. Studies in history, myths, rituals and beliefs in Tibet. 2 Bände. 1998–2005;
  - Band 1: Mandala Book Point, Kantipath Kathmandu 1998;
  - Band 2: Mandala Publishing, Kantipath Kathmandu 2005, ISBN 99946-5501-9.
- The Little Luminous Boy. The Oral Tradition from the Land of Zhangzhung Depicted on Two Tibetan Paintings. Orchid Press, Bangkok 1998, ISBN 974-8299-07-4.
- The Great Perfection (rDzogs chen). A Philosophical and Meditative Teaching in Tibetan Buddhism. Brill Academic Publishers, Leiden u. a. 1988, ISBN 90-04-08792-3.
- Secret Visions of the Fifth Dalai Lama. The "Gold Manuscript" in the Fournier Collection. Serindia Publications, London 1988, ISBN 0-906026-42-3.